# پناهگاه حیات وحش هندورابی
پناهگاه حیات وحش هندورابی یک پناهگاه حیات وحش با مساحت ۴۳۱۶ هکتار است که در استان هرمزگان در ایران قرار دارد. این پناهگاه حیات وحش طبق مصوبهٔ شمارهٔ ۶۰۴ در تاریخ ۱۳۹۰/۶/۱۳ در فهرست مناطق تحت حفاظت سازمان محیط زیست ایران قرار گرفت.